# Mångfärgad tangara
Mångfärgad tangara (Chlorochrysa nitidissima) är en fågel i familjen tangaror inom ordningen tättingar.

## Utseende och läte
Mångfärgad tangara är en 12,5 cm lång fågel med som namnet avslöjar en praktfull, bjärt färgad fjäderdräkt. Hanen är gul i ansiktet och på strupen med grönglänsande nacke. På sidan av halsen syns en svart fläck kantad nedtill av kastanjebrunt. Manteln är gul och övergumpen grönblå, medan vingar och stjärt är smaragdgröna. Undersidan är starkt blåfärgade med svart på bröstmitt och buk. Honan liknar hanen men är mattare i färgerna och saknar det gula på manteln och det svarta undertill. Lätet består av enkla eller flera väsande "ceeet".

## Utbredning och status
Fågeln förekommer lokalt i Anderna i västra Colombia. Den behandlas som monotypisk, det vill säga att den inte delas in i några underarter.

## Status
Arten är endast känd från några få lokaler. Beståndet tros vara litet och fragmenterat, uppskattat till endast 13 000–35 000 vuxna individer. Den misstänks också minska i antal till följd av habitatförlust. IUCN kategoriserar arten som livskraftig.